# Guadalajarakartel
Het Guadalajarakartel (Spaans: Cártel de Guadalajara) was een Mexicaans drugskartel, opgericht in de periode 1978-1980 door Miguel Angel Felix Gallardo, samen met Rafael Caro Quintero, Ernesto Fonseca Carillo en Juan José Esparragoza Moreno alias El Azul (de blauwe).
Het kartel was gespecialiseerd in het vervoeren van cocaine en marihuana via de verschillende plaza's (letterlijk: plein; hier: plaatsen die gecontroleerd werden door een lokale drugsbaron) in Mexico. De grootste plaatsen waar het kartel opereerde waren Juaréz, El Paso, Ojinaga, Tijuana en Sinaloa.
De moord op DEA-agent Enrique Camarena in 1984 betekende het begin van het einde van het Guadalajarakartel. Haar plaats werd ingenomen door het Sinaloakartel dat zou uitgroeien tot een van de grootste drugskartels in de wereld, onder leiding van Joaquin "El Chapo" Guzman en Hector Palma Salazar alias El Güero (de blonde). Ook Ismael ''El Mayo'' Zambada, op wie de Amerikaanse inlichtingendienst een premie van 15.000.000,00 dollar voor de gouden tip heeft gezet, wordt wel gezien als een van de belangrijkste leiders van het Sinaloakartel.
Het Guadalajarakartel is onderwerp van de televisieserie Narcos: Mexico.
La Familia Michoacana · Golfkartel · Jaliscokartel-Nieuwe Generatie · Juárezkartel · La Línea · Los Negros · Sinaloakartel · Caballeros Templarios · Tijuanakartel · Los Zetas · Zuid-Pacifisch Kartel · Guadalajarakartel